# Caecidotea dauphina
Caecidotea dauphina is een pissebed uit de familie Asellidae. De wetenschappelijke naam van de soort is voor het eerst geldig gepubliceerd in 1986 door Modlin.